# Hasbrouck Heights
|  | Dieser Artikel wurde aufgrund von inhaltlichen Mängeln auf der Qualitätssicherungsseite des Projektes USA eingetragen. Hilf mit, die Qualität dieses Artikels auf ein akzeptables Niveau zu bringen, und beteilige dich an der Diskussion! Folgende Mängel sollten behoben werden, bevor diese Markierung entfernt werden kann: Lückenhaft, veralteter Text |

Hasbrouck Heights ist eine Gemeinde (Borough) im Bergen County, New Jersey, USA. Das U.S. Census Bureau hat bei der Volkszählung 2020 eine Einwohnerzahl von 12.125 ermittelt.

## Geographie
Die geographischen Koordinaten der Stadt sind 40°51'46" nördliche Breite und 74°4'30" westliche Länge.
Laut US-Volkszählungsbehörde hat die Gemeinde eine Gesamtfläche von 3,9 km², wobei keine Wasserflächen miteinberechnet sind.

## Demographie
Nach der Volkszählung von 2000 gibt es 11.662 Einwohner, 4.521 Haushalte und 3.142 Familien in der Stadt. Die Bevölkerungsdichte beträgt 2.981,9 Einwohner pro km². 87,87 % der Bevölkerung sind Weiße, 1,71 % Afroamerikaner, 0,04 % amerikanische Ureinwohner, 6,65 % Asiaten, 0,01 % pazifische Insulaner, 2,19 % anderer Herkunft und 1,53 % Mischlinge. 8,27 % sind Latinos unterschiedlicher Abstammung.
Von den 4.521 Haushalten haben 30,8 % Kinder unter 18 Jahre. 57,1 % davon sind verheiratete, zusammenlebende Paare, 9,4 % sind alleinerziehende Mütter, 30,5 % sind keine Familien, 26,2 % bestehen aus Singlehaushalten und in 11,7 % Menschen sind älter als 65. Die Durchschnittshaushaltsgröße beträgt 2,58, die Durchschnittsfamiliengröße 3,16.
22,2 % der Bevölkerung sind unter 18 Jahre alt, 6,5 % zwischen 18 und 24, 29,9 % zwischen 25 und 44, 24,4 % zwischen 45 und 64, 17,0 % älter als 65. Das Durchschnittsalter beträgt 40 Jahre. Das Verhältnis Frauen zu Männer beträgt 100:92,5, für Menschen älter als 18 Jahre beträgt das Verhältnis 100:89,6.
Das jährliche Durchschnittseinkommen der Haushalte beträgt 64.529 USD, das Durchschnittseinkommen der Familien 75.032 USD. Männer haben ein Durchschnittseinkommen von 51.328 USD, Frauen 40.570 USD. Der Prokopfeinkommen der Stadt beträgt 29.626 USD. 4,2 % der Bevölkerung und 2,1 % der Familien leben unterhalb der Armutsgrenze, davon sind 6,5 % Kinder oder Jugendliche jünger als 18 Jahre und 4,5 % der Menschen sind älter als 65.